# NGC 6751
NGC 6751 est une nébuleuse planétaire située dans la constellation de l'Aigle. Cette nébuleuse est aussi appelé la nébuleuse de l'Œil étincelant ou encore nébuleuse des Aigrettes de pissenlit (par le logiciel Stellarium)  NGC 6751 a été découverte par l'astronome allemand Albert Marth en 1863. Cette nébuleuse a été redécouverte par l'astronome français Édouard Stephan le 17 juillet 1871, mais elle a été mal enregistrée, ce qui ne l'a pas empêchée d'être inscrite au New General Catalogue sous la désignation NGC 6748.

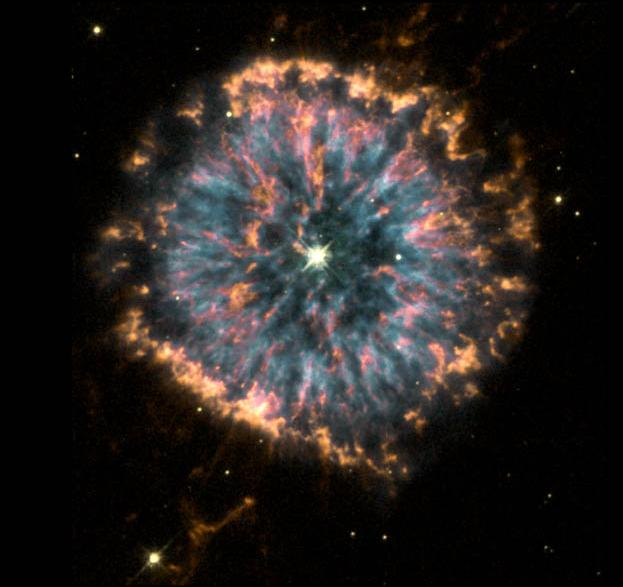
NGC 6751 par le télescope spatial Hubble.

## Observation
Avec une magnitude visuelle apparente de 11,9, il est impossible de d'observer cette nébuleuse avec des jumelles. On peut cependant la voir dans un petit télescope dont le diamètre de l'ouverture est d'environ 10 cm.

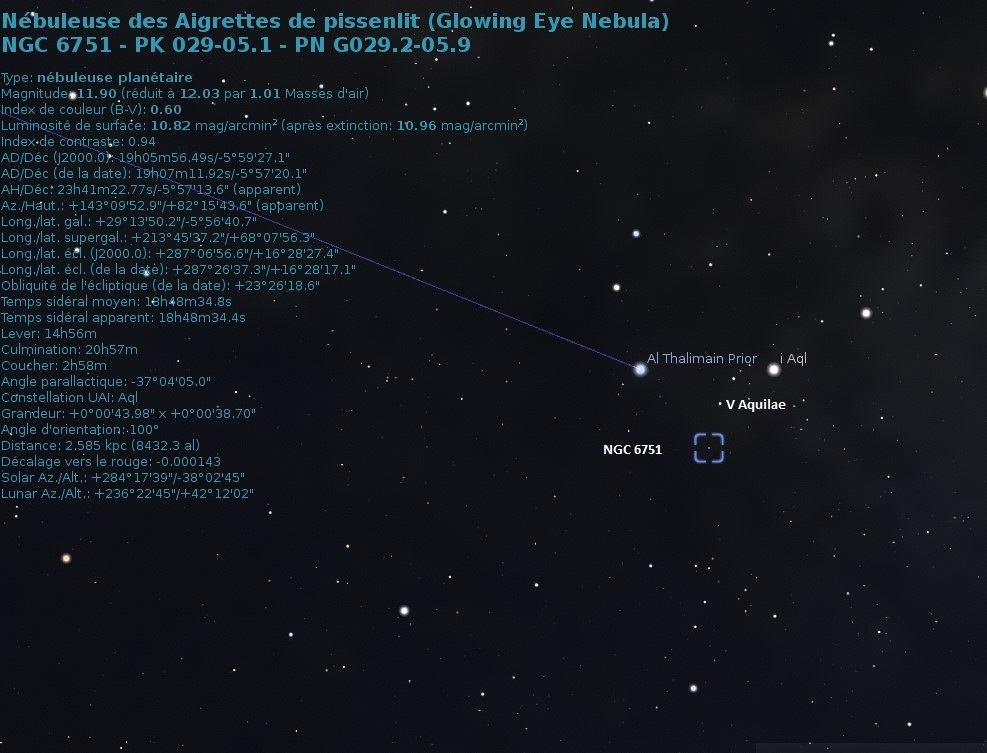
Emplacement de NGC 6751 dans le ciel de la Terre.

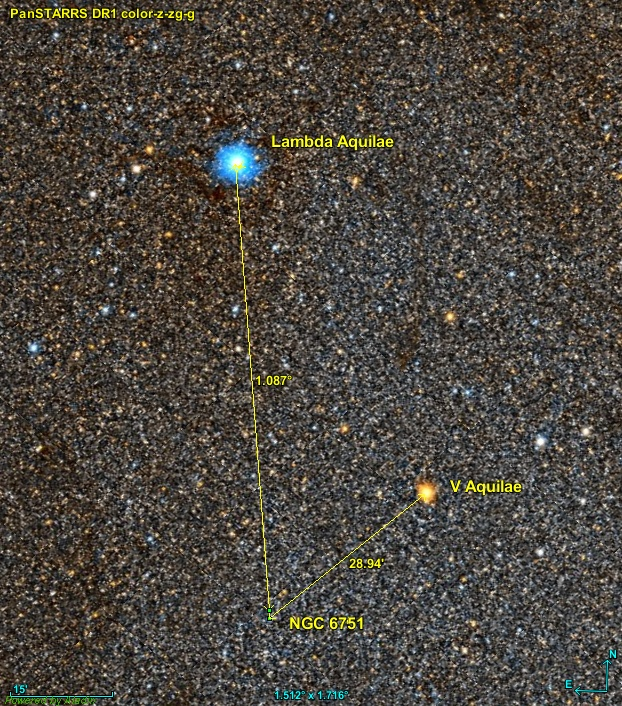
Position de NGC 6751 par rapport à deux étoiles de la constellation de l'Aigle.

La nébuleuse est située à environ 1,1 degré au sud-ouest de l'étoire Lambda Aquilae (Al Thalimain Prior, sur l'image de Stellarium) et à 0,5 degré au sud-est de l'étoile carbonée V Aquilae.

## Caractéristiques

### Distance, taille et vitesse
Le logiciel en ligne Aladin Lite permet de consulter les données astronomiques de plusieurs catalogues, dont le « GAIA EARLY DATA RELEASE 3 (GAIA EDR3) ». Selon Gaia EDR3, la parallaxe de NGC 6751 est égale à 0,290 8 ± 0,044 7 mas, ce qui correspond à une distance de 3439 +625
−458 pc.
La taille apparente de la nébuleuse est de 2,47 ± 0,10′ , ce qui, compte tenu de la distance et grâce à un calcul simple, équivaut à une taille réelle de 8,1 +1,5
−1,4 al.
Deux vitesses identiques sont indiquées sur Simbad, soit −36,0 ± 5,0 km/s,.

### Sa structure et son étoile centrale
Le spectre de l'étoile centrale est similaire à celui d'une étoile Wolf-Rayet de type WC 4 de température effective égale à 140 000 K et un rayon égale à 0,13 {\displaystyle R_{\odot }}. Sa perte de masse est égale à 10-6 {\displaystyle M_{\odot }} par année. Sa surface est surtout composée d'hélium et de carbone.
La nébuleuse possède une structure complexe présentant de multiples coquilles et un écoulement bipolaire. La photo prise par Hubble montre une bulle centrale brillante et deux halos plus pâles. Le rayon du halo extérieur est de 44 à 50" et il présente des filaments brisés, alors que le halo intérieur d'un rayon de 27" (un diamètre total de 142 à 154", soit 2,47 ± 0,10′) adopte une forme sphérique. Sur les côtés ouest et est de la coquille intérieur, on aperçoit des grumeaux entourés de faible lobes. Ceux-ci sont en fait un anneau, le côté est étant plus rapproché que le côté ouest.

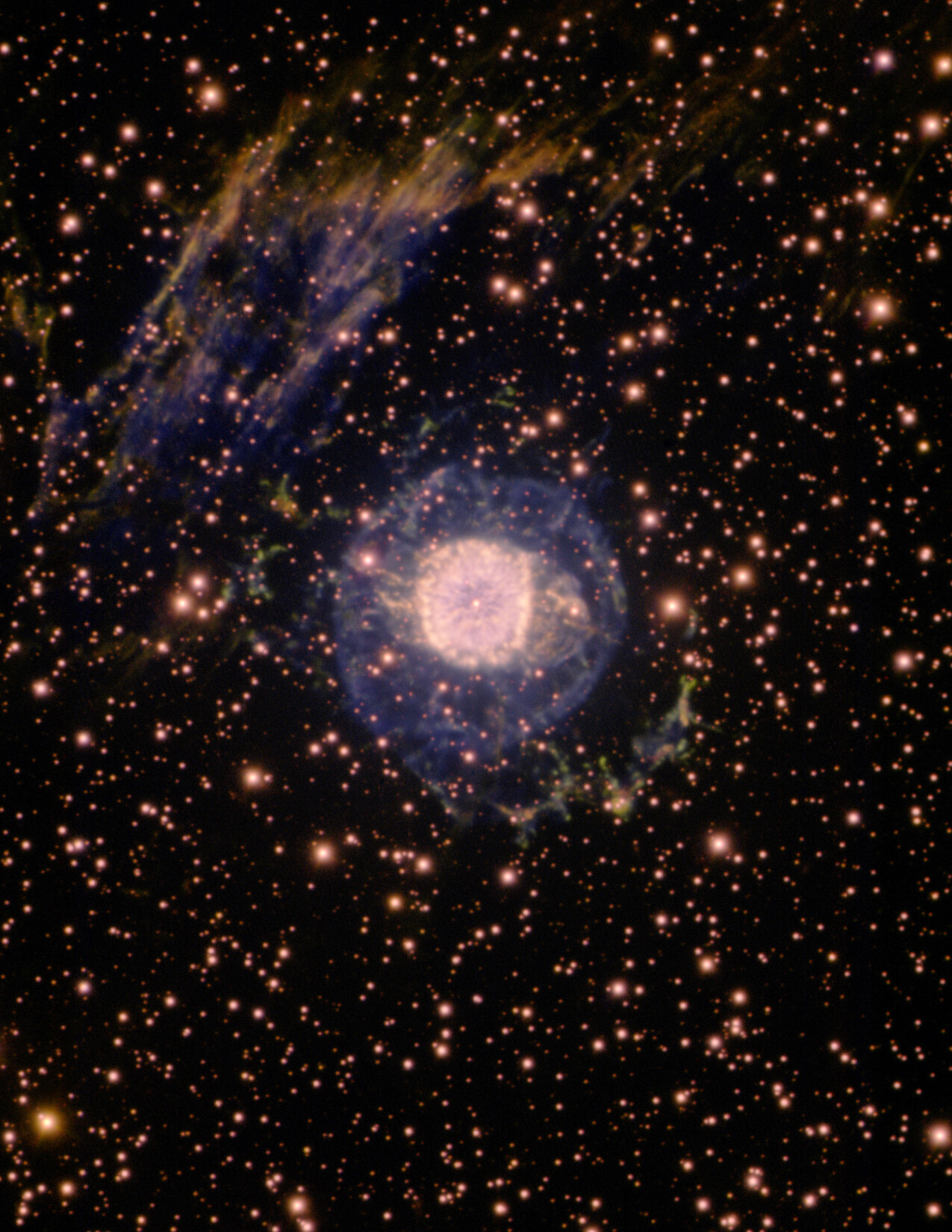
L'image gagnante de l'édition 2009 du Gemini Astronomy Contest soumise par des élèves d'une école australienne.